# Astragalus submaculatus
Astragalus submaculatus är en ärtväxtart som beskrevs av Antonina Georgievna Borissova. Astragalus submaculatus ingår i släktet vedlar, och familjen ärtväxter. Inga underarter finns listade i Catalogue of Life.